# Pontus Hanson
Pontus Hanson (* 24. Mai 1894 in Kristinehamn; † 4. Dezember 1962 in Stockholm) war ein schwedischer Schwimmer und Wasserballspieler.
Hanson nahm erstmals an der Olympiade 1908, sowohl im Schwimmen als auch im Wasserball teil und gewann die Bronzemedaillen im 200 m-Brustschwimmen und mit der Mannschaft im Wasserball. Vier Jahre später nahm er erneut als Schwimmer und im Wasserball teil, konnte im Schwimmen aber keine Erfolge feiern. Mit der Wasserballmannschaft zog er ins Finale ein und verlor dieses, womit er die Silbermedaille bekam. Im Jahr 1920 bekam er erneut die Bronzemedaille im Wasserball verliehen.
Sein zwei Jahre älterer Bruder Sven war ebenfalls Schwimmer.